# 双山镇 (重庆市)
双山镇，是中华人民共和国重庆市铜梁区下辖的一个乡镇级行政单位。

## 行政区划
双山镇下辖以下地区：
双河社区、建新村、双泉村、岩湾村、寿桥村、大理村、群坊村和喻兴村。